# Synochoneura
Synochoneura is een geslacht van vlinders van de familie bladrollers (Tortricidae), uit de onderfamilie Tortricinae.

## Soorten
- S. ochriclivis (Meyrick, 1931)
- S. tapaishani (Caradja, 1939)